# Pedro León
Pedro León Sánchez Gil, född 24 november 1986 i Mula, är en spansk fotbollsspelare som spelar för Eibar. Han är yngre bror till cyklisten Luis León Sánchez.

## Klubbkarriär
Pedro León började sin karriär i Mula, Murcia, som medlem i Muleño akademin. Efter det flyttades han till Nueva Vanguardia innan han skrev på för Real Murcia. Hans debut i Segunda División kom under 2005. Han spelade 71 matcher och gjorde tio mål under de tre säsonger han spelade där. Han köptes sen av Levante under sommaren 2007 och stannade där en säsong. Han hann med att spela 27 matcher och göra tre mål.
Den 1 september 2008 skrev han istället på för Real Valladolid. Han spelade 36 matcher med klubben under 2008/09 säsongen och gjorde sex mål. Getafe såg hans talang och köpte honom sommaren 2009 och säsongen 2009/2010 slog han igenom efter att ha spelat 42 matcher och gjort nio mål och lett Getafe till Europa League spel säsongen 2010/2011. 
Den 15 juli 2010 skrev Pedro León på ett kontrakt med Real Madrid fram till 2016.

## Landslagskarriär
Tränaren Iñaki Sáez tog med honom i spanska U21-landslaget den 31 januari 2007 där han debuterade mot England. Han spelade sex matcher och gjorde ett mål.

## Meriter

### Real Madrid
- Copa del Rey: 2010/2011